# Гуревич, Фрида Давыдовна
Фри́да Давы́довна Гуре́вич (1 января 1912, Прейли, Латвия — 8 сентября 1988) — советский археолог, доктор исторических наук.

## Биография
В 1932 году окончила педагогический институт имени Герцена в Ленинграде. 
В 1934 году, вернувшись в Ленинград, поступила в аспирантуру ГАИМК по истории западноевропейского Средневековья.
С 1937 года работала в Ленинградском отделении Института археологии АН СССР (с 1964 старший научный сотрудник). Изучала археологию Белорусского Понеманья (преимущественно ранний железный век и древнерусский период).
В годы Великой Отечественной войны Фрида Давыдовна работала в интернате, созданном для эвакуации из Ленинграда детей сотрудников Академии наук. 
С 1942 по 1944 год вместе с ленинградскими сотрудниками ИИМКа она жила и работала в Ташкенте. 
С 1944 по 1946 год была принята на работу в московскую часть ИИМКа. 
Фрида Давыдовна регулярно участвовала в Скандинавских конференциях, печатала статьи в Скандинавских сборниках. 

## Научная деятельность
В 1938 году защитила кандидатскую диссертацию на тему: «Саксонское восстание 1073—1075 гг.».
С 1949 по 1951 год Фрида Давыдовна приступила к археологическому обследованию Калининградской области.
Ею был открыт ряд городищ в бассейне Верхнего Немана, неукрепленных поселений, курганных и грунтовых могильников I тыс. н. э. и ХI— XIV вв.
Фрида Давыдовна более тридцати лет посвятила изучению Новогрудка, где она проводила раскопки с 1956 по 1985 год.

## Семья
Муж — историк В. Г. Ревуненков, дочери — этнограф Е. В. Ревуненкова, историк Н. В. Ревуненкова, зять — Леонард Георгиевич Герценберг (1934—2012), лингвист-компаративист.

## Основные работы
Автор более 120 научных публикаций, в том числе:
- Збручский идол // МИА. 1941. №6.
- Украшения со звериными головами из прибалтийских могильников: К вопросу о культе змеи в Прибалтике // КСИИМК. 1947. Вып. 15.
- Древние верования народов Прибалтики по данным «Хроники Ливонии» Генриха Латвийского // Советская этнография. — 1948. — № 4.
- Древнейшие бусы Старой Ладоги // СА. 1950. № 14.
- Из истории Юго-Восточной Прибалтики в I тысячелетии н. э. (По материалам Калининградской области) // МИА. 1960. № 76.
- Древности Белорусского Понеманья (1962).
- Стеклянной резной бокал из Новогрудка // Советская археология. 1963. № 2.
- Дом боярина ΧΙΙ века в древнерусском Новогрудке // Краткие сообщения Института археологии АН СССР. 1964, вып. 99.
- Восточное стекло в Древней Руси (1968).
- Древний Новогрудок (1981).
- Древние города Белорусского Понеманья (1982).
- Скандинавские находки X—XI вв. на территории Белоруссии // Скандинавский сборник. — Таллинн: Олион, 1990. — Т. XXXIII. — С. 110—121.